# Verride
Verride é uma vila portuguesa do Município de Montemor-o-Velho que foi sede da extinta Freguesia de Verride, freguesia esta que tinha 5,52 km² de área e 587 habitantes (2011), tendo, então, uma densidade populacional de 106,3 hab./km².
A Freguesia de Verride foi extinta (agregada) pela reorganização administrativa de 2013, tendo o seu território sido agregado ao das Freguesias de Abrunheira e de Vila Nova da Barca para criar a Freguesia de Abrunheira, Verride e Vila Nova da Barca.
A povoação de Verride foi elevada à categoria de vila por alvará régio da rainha D. Maria II de 17 de Dezembro de 1844.

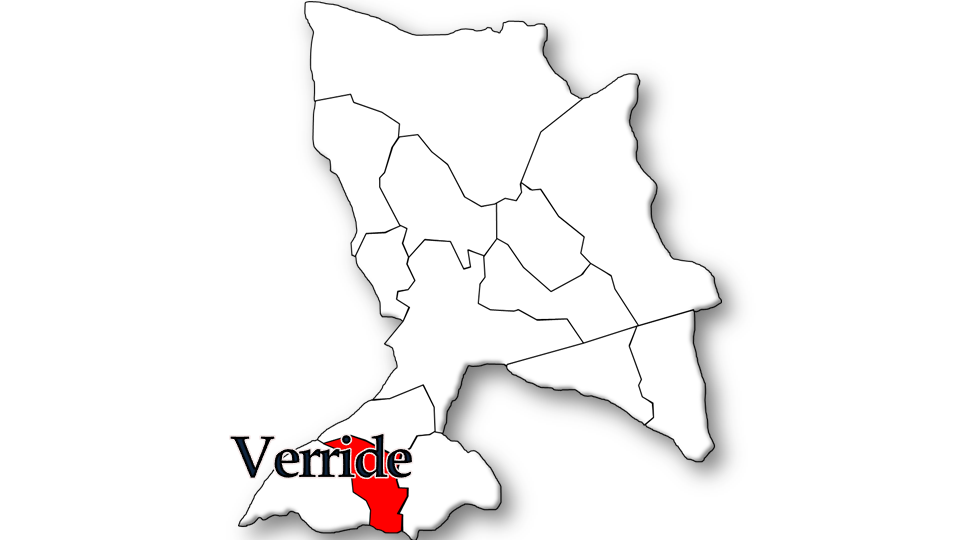
Localização no Município de Montemor-o-Velho

## População
| População da freguesia de Verride | População da freguesia de Verride | População da freguesia de Verride | População da freguesia de Verride | População da freguesia de Verride | População da freguesia de Verride | População da freguesia de Verride | População da freguesia de Verride | População da freguesia de Verride | População da freguesia de Verride | População da freguesia de Verride | População da freguesia de Verride | População da freguesia de Verride | População da freguesia de Verride | População da freguesia de Verride |
| --------------------------------- | --------------------------------- | --------------------------------- | --------------------------------- | --------------------------------- | --------------------------------- | --------------------------------- | --------------------------------- | --------------------------------- | --------------------------------- | --------------------------------- | --------------------------------- | --------------------------------- | --------------------------------- | --------------------------------- |
| 1864                              | 1878                              | 1890                              | 1900                              | 1911                              | 1920                              | 1930                              | 1940                              | 1950                              | 1960                              | 1970                              | 1981                              | 1991                              | 2001                              | 2011                              |
| 1 991                             | 2 169                             | 2 032                             | 2 112                             | 2 223                             | 2 121                             | 1 911                             | 2 005                             | 1 924                             | 1 762                             | 1 561                             | 1 626                             | 730                               | 699                               | 587                               |

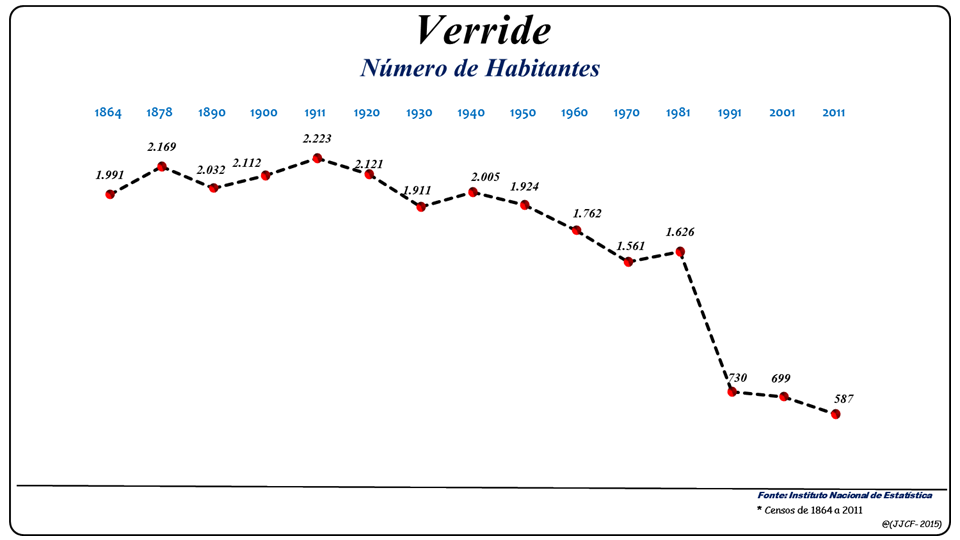
Evolução da População (1864 / 2011)

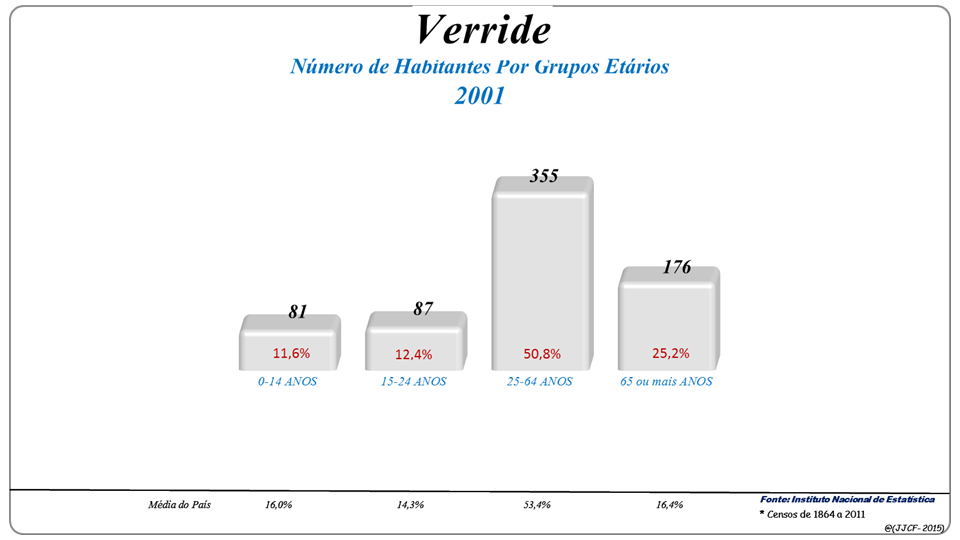
Grupos Etários (2001 e 2011)

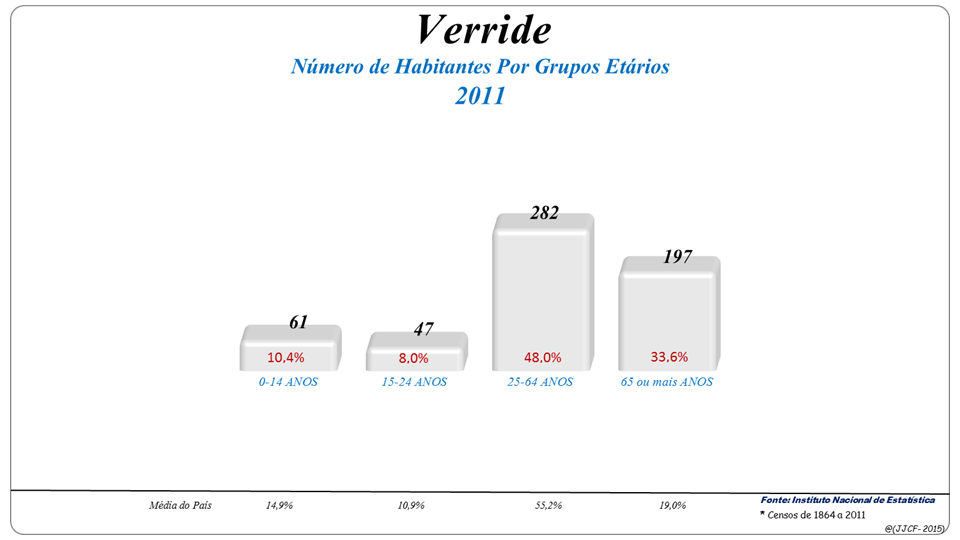
Grupos Etários (2001 e 2011)

Com lugares desta freguesia foi criada, pela Lei n.º 67/84,  de 31 de Dezembro, a freguesia de Ereira (799 hb)

## Etimologia
Segundo a tradição, a etimologia de Verride está associada ao período da reconquista cristã, diz a lenda que foi um capitão cristão no Monte Facho, mirando os mouros no lado de Montemor, terá dito para os seus homens "É ver i ide". Assim ficou esta celebre frase que ficou na mente das gentes da altura que pode ser confirmada na lapide junto à Igreja Matriz.

## Património
- Casa do Torreão ou Casa do Torreão|Casas Altas, casa do século XVI
- Convento de Almiara ou Mosteiro de Verride
- Quinta das Pretas ou da Bela Vista
- Casa Grande
- Quinta do Cardal
- Monte Facho
- Igreja Matriz
- Capela de S. Sebastião
- Casa do Arco
- Largo Garret com Mural de Homenagem à Ass. Filármonica União Verridense
- Termas de Verride

## Personalidades
- Manuel Maria de Macedo - grande marco da ilustração portuguesa;
- Jerónimo Pereira de Vasconcelos - marechal do Exército, fidalgo-cavaleiro da Casa Real, único barão e 1.º visconde de Ponte da Barca;
- António Cardoso Seara - bacharel em Leis pela Universidade de Coimbra, em 1698, desembargador do Paço e instituidor do Vínculo de Verride;
- António Rama - ator português.

## Associações/Coletividades
- Centro Paroquial de Solidariedade Social da Freguesia de Verride
- Associação Filarmónica União Verridense (AFUV)
- Centro Cultural de Verride
- Amigos de Verride
- Cruz Vermelha de Verride
- Clube de Caça e Pesca de Verride

## Festividades
1. Nossa Senhora da Conceição (8 de Dezembro)
2. Martir São Sebastião (20 de Janeiro)
3. Nesta localidade encontra-se uma das bandas filarmónicas mais antigas do país, a Associação Filarmonica União Verridense, fundada a 13 de Junho de 1808.

## Indústria
Atualmente Verride contém alguma indústria, nomeadamente na área dos plásticos e metalúrgica, mas também na construção civil.

## Monografias locais
- A força do associativismo: as coletividades nas povoações da atual união de freguesias de Abrunheira, Verride e Vila Nova da Barca / Ana Vanessa Duarte Lopes